# Michael Hauser (Skisportler)
Michael Hauser (* 15. August 1981 in Altenmarkt im Pongau) ist ein ehemaliger österreichischer Langläufer und Biathlet.
Michael Hauser ist Zeitsoldat und startet für den USC Altenmarkt. Zunächst war er als Skilangläufer aktiv. Erste internationale Rennen bestritt er im Rahmen unterklassiger Wettbewerbe wie FIS-Rennen und Continental-Cup-Rennen 2003. Noch im selben Jahr nahm er im Dezember in Ramsau am Dachstein an seinem ersten Rennen im Skilanglauf-Weltcup teil, beendete aber das 10-Kilometer-Freistilrennen nicht. An selber Stelle startete er ein Jahr später über 30 Kilometer, kam aber erneut nicht ins Ziel. Dazwischen lagen diverse weitere unterklassige Rennen, unter anderem ein FIS-Rennen in Sulzberg, bei dem er hinter Johannes Eder Zweiter wurde. Es folgten bis 2006 nur noch Rennen in unterklassigen Wettbewerben, insbesondere dem Skilanglauf-Alpencup. Im März 2006 gewann er in Grainau-Zugspitzdorf mit einem 10-Kilometer-Freistil-Massenstartrennen sein erstes FIS-Rennen. Wenige Tage später startete Hauser in Andermatt bei den Militärweltmeisterschaften und wurde dort 20. über 15 Kilometer Freistil. Im Februar 2007 wurde der Österreicher in seinem dritten Weltcuprennen eingesetzt, das er erstmals beendete und im 15-Kilometer-Freistilrennen 65. wurde. Es erfolgte in Haanja im folgenden Monat Hausers erneute Teilnahme an der Militär-WM, bei der er 13. über 15 Kilometer Freistil wurde. Bei den Nordischen Ski-WM 2007 in Sapporo war er Ersatzmann des österreichischen Teams. Letzter internationaler Einsatz im Skilanglauf war die Teilnahme an der Militärweltmeisterschaft 2008 in Hochfilzen, bei der Hauser über 15-Kilometer-Freistil 52. wurde. National nahm er auch weiter an Rennen teil und gewann bei den nationalen Meisterschaften 2009 in Seefeld in Tirol über 30-Kilometer-Freistil-Massenstart den Titel.
2008 wechselte Hauser vom Skilanglauf zum Biathlon. Seine ersten Rennen im IBU-Cup bestritt er in Obertilliach, wo er 53. im Einzel und 54. im Sprint wurde. Schon bei der nächsten Station in Martell gewann er als 16. des Sprints erste Punkte. In Ridnaun konnte er als Viertplatzierter erstmals unter die besten Zehn laufen. Zum Auftakt der Saison 2009/10 debütierte er im Biathlon-Weltcup. Sein erstes Rennen bestritt Hauser in Östersund, wo er 96. des Einzels wurde. In Pokljuka erreichte er mit den 49. Plätzen im Einzel und in der Verfolgung seine bislang besten Platzierungen im Weltcup. Nach der fünften Weltcup-Station in Ruhpolding wurde er wieder in den IBU-Cup versetzt, wo er wenig später in der Haute-Maurienne Dritter wurde und erstmals das Podium erreichte. In Brusson startete er zum ersten Mal im Biathlon bei den Militärweltmeisterschaften und wurde im Patrouillenlauf 13. Bei den nationalen Meisterschaften 2010 gewann er überraschend den Titel im Sprintrennen.

## Biathlon-Weltcup-Platzierungen
Die Tabelle zeigt alle Platzierungen (je nach Austragungsjahr einschließlich Olympische Spiele und Weltmeisterschaften).
- 1.–3. Platz: Anzahl der Podiumsplatzierungen
- Top 10: Anzahl der Platzierungen unter den ersten zehn (einschließlich Podium)
- Punkteränge: Anzahl der Platzierungen innerhalb der Punkteränge (einschließlich Podium und Top 10)
- Starts: Anzahl gelaufener Rennen in der jeweiligen Disziplin

| Platzierung         | Einzel | Sprint | Verfolgung | Massenstart | Staffel | Gesamt |
| ------------------- | ------ | ------ | ---------- | ----------- | ------- | ------ |
| 1. Platz            |        |        |            |             |         |        |
| 2. Platz            |        |        |            |             |         |        |
| 3. Platz            |        |        |            |             |         |        |
| Top 10              |        |        |            |             |         |        |
| Punkteränge         |        |        |            |             |         |        |
| Starts              | 3      | 6      | 2          |             |         | 11     |
| Stand: Karriereende |        |        |            |             |         |        |